# Assedio di Silves (1189)
L'assedio di Silves fu un attacco compiuto nell'ambito della Reconquista portoghese nel 1189. La città di Silves, facente parte del Califfato almohade, fu attaccata dal 21 luglio al 3 settembre dalle forze del Portogallo e da un gruppo di crociati del nord Europa che stava procedendo verso l'assedio di Acri per partecipare alla terza crociata. I difensori capitolarono, la città fu ceduta al Portogallo e i crociati presero una parte del bottino.
L'appello per una nuova crociata fu lanciato nel 1187, in seguito alla perdita di Gerusalemme. Le prime flotte provenienti dal nord arrivarono nelle acque portoghesi nella primavera del 1189. Durante una di queste sortite ebbe luogo il massacro di Alvor, nel corso del quale i cristiani uccisero vari abitanti alcune settimane prima che la flotta che avrebbe attaccato Silves si riunisse a Lisbona nel primi di luglio. La flotta combinata portoghese-crociata contava 75 navi, di cui 37 cocche di fabbricazione nord-europea e 38 galee. Le imbarcazioni trasportavano un esercito di 3 500 crociati, mentre il re Sancho I del Portogallo marciava via terra con il proprio esercito.
I crociati si accamparono davanti a Silves il 20 luglio, lanciando un assalto con delle scale d'assedio il giorno successivo. Catturata con successo la città bassa fortificata, iniziarono a preparare le macchine d'assedio. Sancho arrivò il 29 luglio e il suo esercito il giorno seguente, dopodiché si cerco invano di circondare la città. L'assalto con le macchine d'assedio ebbe inizio il 6 agosto. I tentativi di indebolire le mura e le torri iniziarono il 9 agosto e si protrassero, con vari successi, fino alla fine. I difensori tentarono di respingere coloro che stavano scavando delle gallerie ed avvennero dei combattimenti sotterranei, durante i quali gli Almohadi impiegarono forse il fuoco greco.
Il 10 agosto, la fortificazione provvisoria interna realizzata dai musulmani fu catturata. A metà agosto, i difensori soffrivano la carenza d'acqua e, il 1º settembre, i portoghesi offrirono i termini per la resa, circostanza la quale portò i difensori ad accettare di negoziare. I crociati si rifiutarono di rinunciare al diritto di saccheggio, ma ai difensori fu permesso di andarsene grazie a un salvacondotto. Il 3 settembre la città fu consegnata a Sancho, che a sua volta ne permise l'occupazione da parte dei crociati per la spartizione del bottino. Alla fine, i combattenti stranieri abbandonarono la città sotto la pressione dei lusitani e, dopo aver stabilito una guarnigione, Sancho partì il 12 settembre.
La caduta di Silves fece sì che nove castelli periferici soggetti al suo governatore almohade passassero sotto il controllo portoghese. Anche l'importante fortezza araba di Albufeira si arrese. I crociati, tuttavia, si rifiutarono di fornire assistenza nell'assedio di Faro e salparono il 20 settembre per partecipare alla crociata nella Palestina. Il successo a Silves si rivelò abbastanza effimero. Nell'aprile 1190, il califfo Yaʿqūb al-Manṣūr scagliò un'offensiva con l'intenzione di riprendere Silves. Il suo primo tentativo fallì, ma provò una seconda invasione nell'aprile del 1191 e riuscì a riprenderne il possesso a luglio.

## Fonti
La fonte principale relativa all'assedio di Silves è costituita dal resoconto di un testimone oculare. La Narratio de itinere navali (Resoconto del viaggio per mare) è un breve ma dettagliato racconto in latino della spedizione crociata partita dalla Germania settentrionale e raccontata dalla prospettiva di un crociato. Fu composta poco dopo la cattura di Silves, sicuramente prima del 1191. Nell'unico manoscritto del testo, si menziona l'Epistola de morte Friderici imperatoris (Lettera sulla morte dell'imperatore Federico), che dimostra un collegamento tra la spedizione navale e la crociata via terra condotta da Federico I Barbarossa.
La seconda fonte più importante, la Ymagines Historiarum del cronista inglese Rodolfo di Diceto, è anch'essa in latino e scritta da un punto di vista di un europeo settentrionale. Sono state compilati da autori inglesi scritti quali la Gesta regis Henrici secundi e la Chronica di Ruggero di Hoveden che si basa su di essa. Si riscontra comunque della confusione in alcune fonti, come l'Itinerarium peregrinorum et gesta regis Ricardi e il Chronicon di Roberto d'Auxerre, tra il sacco di Alvor e la cattura di Silves. Ciononostante, le informazioni fornite da Roberto funsero da spunto per la cronaca di Guglielmo di Nangis, il Chronicon Turonense e un'opera perduta di un certo Hugo, ricopiata dal portoghese Vincenzo Salgado nelle sue Memorias Ecclesiasticas do Reino do Algarve. Tra le ulteriori possibili fonti veniva annoverata una presunta lettera inviata da papa Clemente III all'imperatore bizantino Isacco II, ma ad oggi la si considera un falso del XVI secolo. Il riferimento alla conquista di Silves deriva dal confusionario racconto testimoniato da Roberto d'Auxerre.
Le uniche fonti originarie del Portogallo risultano il contemporaneo ma conciso Chronicon Conimbricense e la Crónica de 1419. La sezione di quest'ultima opera dedicata al regno di Sancho I sostiene di riferirsi a una precedente fonte contemporanea, ma si tratta ovviamente di una rielaborazione.
Le fonti arabe più preziose relative all'assedio di Silves sono il Bayān al-mughrib di Ibn ʿIdhārī, in particolare, il suo terzo libro che riguarda l'epoca almohade (1170-1266) e di ʿAbd al-Wāḥid al-Marrākushī. Il conflitto è menzionato altresì nelle opere di Ibn al-Athīr, Ibn Khaldūn, Ibn Abi Zarʿ e al-Maqqarī.

## Contesto storico

### Silves
Silves (in arabo Shilb o Xelb) si trova sul fiume Arade e dista circa 13 km dalla costa. Situata su una collina alta 61 m s.l.m., il fiume era attraversato in quel punto da un ponte. Nel 1189, la popolazione della città era di 15 800 abitanti, come attesta la Narratio de itinere navali. Rientrò sotto la sfera d'influenza degli Almohadi nel 1146, quando fu catturata dagli Almoravidi e posta sotto il dominio di Ibn Qasī, fondatore della setta locale dei murīdūn. Serres passò infine sotto il diretto dominio degli Almohadi nel 1157 e divenne la capitale della provincia di al-Gharb. Si conosce anche il nome del suo governatore nel 1189, ovvero ʿĪsā ibn Abī Ḥafṣ ibn ʿĀlī. Secondo Ibn ʿIdhārī era un uomo «molto esperto nella difesa delle frontiere».

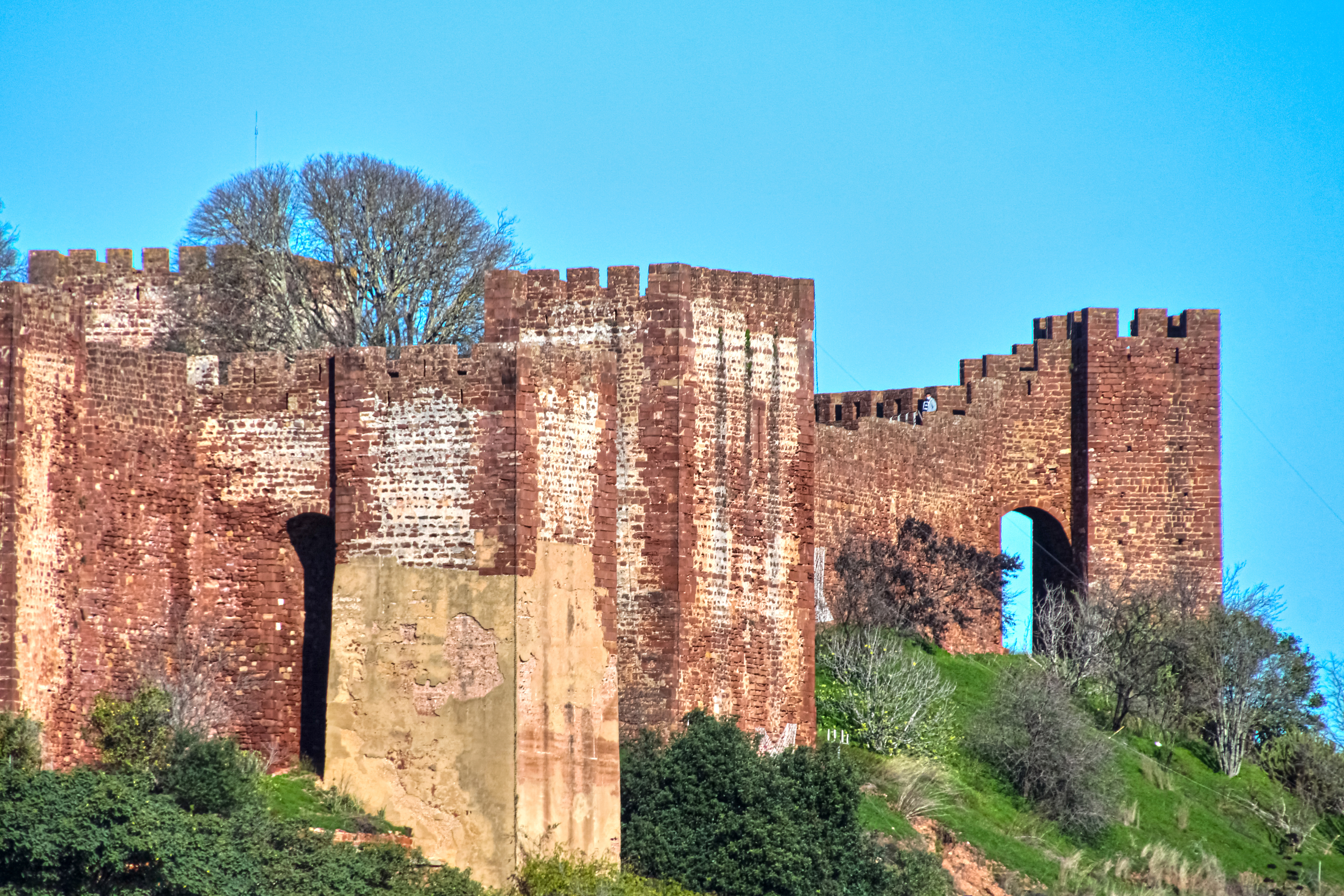
Una sezione delle mura di Silves oggi, dove si scorge una torre albarrana

Essendo un luogo di importanza strategica, le fortificazioni di Silves erano estese, ma forse non «adeguatamente irrobustite» nel 1189, nonostante durante un attacco del 1063 fosse stato evidente che potevano risultare in pericolo sotto il fuoco delle macchine d'assedio. Gli Almohadi avevano effettuato delle riparazioni dopo averne assunto il pieno controllo nel 1157. La sommità della collina era circondata da un bastione di terra battuta rivestito in pietra. Possedeva almeno diciassette torri albarrane, cioè poste fuori della cinta muraria e collegate ad essa mediante camminamenti sopraelevati. La torre sotto la porta principale era di dimensioni particolarmente ampie. Non si trattava di strutture cave ma piuttosto di piattaforme di combattimento elevate, solide e la cui altezza raggiungeva quella delle pareti. Due muri paralleli scendevano dalla sommità del colle fino al fiume, proteggendo la riserva idrica, irrobustita ulteriormente da quattro torri. L'autore della Narratio definisce il tratto di mura che conduce al fiume a corrasce, dal termine romanzo locale couraça, "piccola fortificazione". Il sobborgo alla base della collina aveva un sistema di mura più debole ed era protetto da un'unica torre. Le fortificazioni sono descritte nel dettaglio dal viaggiatore arabo al-Idrīsī.
Nonostante la sua esperienza, Ibn Abī Ḥafṣ non aveva adeguatamente rifornito il presidio in maniera tale da poter sopportare un assedio prolungato. Si era verificato un periodo di siccità, la cui gravità era stata talmente intensa da aver reso l'acqua nel porto di Silves troppo bassa per impedire alle cinque galee lì ancorate di salpare. Oltre alla penuria di cibo e acqua, si faceva sentire la carenza di armature e soldati. Quattrocento prigionieri cristiani dovettero essere costretti a prestare servizio e a impiegare le armi.

### Arrivi crociati in Portogallo
Nell'ottobre del 1187, ebbe luogo la caduta di Gerusalemme per mano degli Ayyubidi e papa Gregorio VIII lanciò un appello per una nuova crociata allo scopo di riconquistarla nella sua bolla Audita tremendi. Il re Sancho I del Portogallo inviò una lettera a Gregorio, nella tradizione successiva fu erroneamente interpretata come una prova della sua volontà di unirsi alla crociata pianificata. Sebbene Sancho probabilmente non avesse intenzione di andare in crociata, egli intuì il valore e il contributo che i crociati potevano apporre. Poiché, scartata l'ipotesi di procedere via terra, occorreva attraversare lo stretto di Gibilterra per poi entrare nel mar Mediterraneo al fine di raggiungere la Terra santa, già nel corso della seconda crociata alcuni combattenti avevano sostato in Portogallo e avevano eseguito il vincente assedio di Lisbona nel 1147.
Nel giugno del 1189 era giunta la prima flotta crociata, composta da cinquanta o sessanta navi provenienti dalla Danimarca e dalla Frisia. Su invito di Sancho, aiutarono a catturare Alvor, mettendo in atto un sanguinoso massacro. Non appena ebbero preso la loro parte del bottino, ripresero la navigazione. Sancho e le sue forze tornano a Lisbona per attendere il successivo gruppo di crociati.

## Viaggio dei crociati (aprile-luglio)

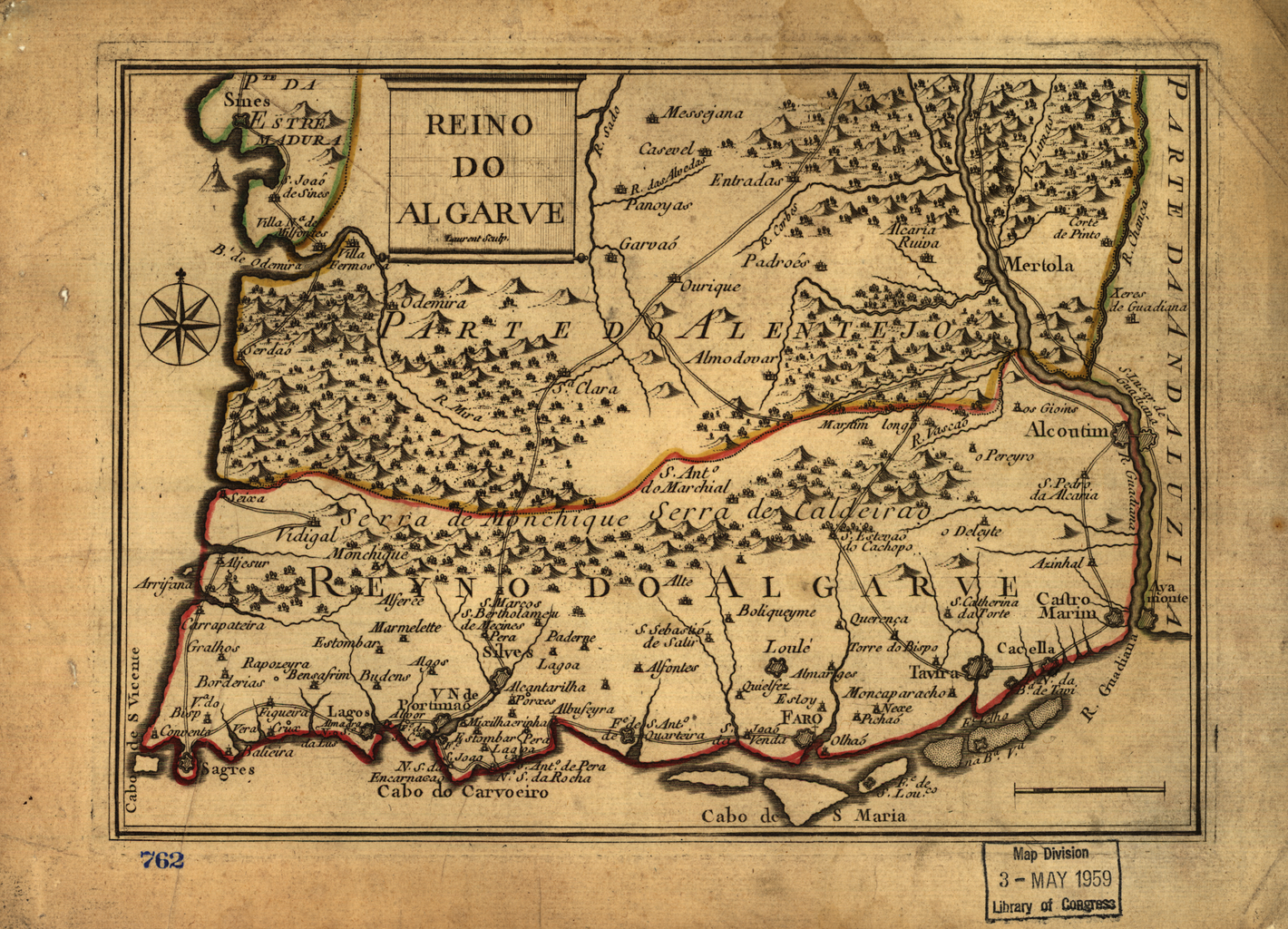
Cartina del XVIII secolo di al-Gharb del XIII secolo, che mostra Silves e i principali luoghi della provincia almohade nel 1189

Nell'aprile 1189, una flotta di undici navi di crociati dirette in Terra Santa partì da Brema. L'autore della Narratio si trovava su una di quelle imbarcazioni. Egli riferisce che la composizione della compagnia crociata era variegata, poiché alcuni si unirono in un momento successivo del viaggio mentre altri partirono per trovare la propria strada verso la Terra Santa. È probabile che provenissero perlopiù dal nord del regno di Germania, nel Sacro Romano Impero, poiché l'autore della Narratio si riferisce a quelle località definendole «il nostro regno» e «il nostro impero».
La flotta salpò il 22 aprile a Blexen, alla foce del Weser. Una nave si incagliò su un banco di sabbia il 23 aprile, per ricongiungersi alla flotta più tardi. Il resto giunse a Lowestoft, in Inghilterra, il 24 aprile. Il giorno successivo, altre tre navi si incagliarono su banchi di sabbia mentre la flotta cercava di entrare nel porto di Sandwich durante una tempesta. Nessun uomo andò perduto e l'equipaggiamento fu salvato, ma si salvò una sola imbarcazione. Le riparazioni durarono 23 giorni, dal 26 aprile al 18 maggio.
Dopo aver acquistato una nave sostitutiva a Londra, la flotta lasciò Sandwich il 19 maggio e navigò verso ovest lungo la costa dell'Inghilterra fino a Winchelsea, Yarmouth (23 maggio) e Dartmouth (24 maggio). Secondo le Gesta regis Henrici secundi, alcuni uomini di Londra e presenti a Silves potrebbero essersi uniti alla flotta in quel frangente. La flotta salpò per la Bretagna il 25 maggio e fu in mare sei giorni prima di sbarcare a Belle Île, dove trascorsero otto giorni aspettando dei venti favorevoli. Doppiata la Bretagna, sostarono per un giorno a La Rochelle (9 giugno). Da lì attraversarono il Golfo di Biscaglia fino alla baia di Luanco presso il castello di Gozón, nel regno di León, dove giunsero il 18 giugno.
Il 19-20 giugno, i crociati eseguirono un breve pellegrinaggio via terra alla Cattedrale di Oviedo. Andati via da Luanco la mattina del 22 giugno, raggiunsero la foce del Tambre, a Muros o Noia, alla fine del 23 giugno. Alcuni andarono via terra durante un pellegrinaggio a Santiago de Compostela. Una galea proveniente da Tui si unì alla flotta in Galizia, riportando le sue dimensioni a undici navi, anche se non le stesse con cui aveva iniziato. La rinvigorita flotta partì il 1º luglio e arrivò a Lisbona il 3 o 4 luglio.

## Campagna (luglio-settembre)

### Preparativi e manovre

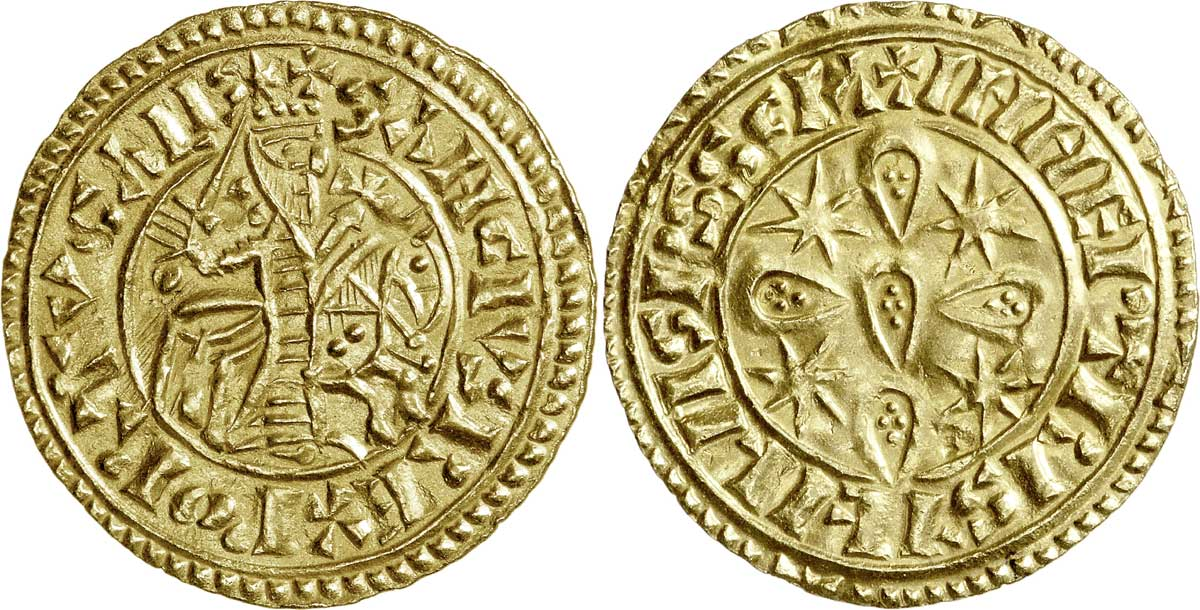
Un maravedí d'oro di Sancho I, raffigurante sulla parte anteriore il re come un cavaliere a cavallo, con la spada alzata

A Lisbona, i crociati vennero a conoscenza del sacco di Alvor e furono invitati a prendere parte all'attacco a Silves. Se si ritiene credibile quanto affermato dalla Narratio, Sancho avanzò questa richiesta sia mentre preparava la spedizione, sia dopo aver iniziato la marcia. Secondo un accordo citato da Rodolfo di Diceto, il re accettò di lasciare che i crociati conservassero il bottino da loro preso se avessero riconosciuto la sua signoria sulla città.
A quel tempo c'erano tra le 24 e le 44 navi nel porto di Lisbona. Alcune di queste potrebbero essere state parte della flotta di 37 navi crociate inglesi che, secondo Ralph, lasciarono Dartmouth il 18 maggio e arrivarono a Lisbona il 29 giugno. Secondo la Narratio, la flotta crociata, che allora contava 36 «grandi navi» (cocche) e una galea galiziana, rimase a Lisbona per undici giorni. La Crónica de 1419 sostiene che i crociati erano accompagnati da 36 sacerdoti, un dato che ben si sposa con il De expugnatione Lyxbonensi, secondo cui la flotta del 1147 che conquistò Lisbona trasportava un sacerdote per nave.
La sera del 14 luglio, la flotta salpò da Lisbona per Silves. Secondo Rodolfo, Sancho contribuì con una flotta di 37 galee più un gran numero di scialuppe. Rodolfo e la Narratio ritengono che l'esercito crociato contava circa 3 500 uomini, una cifra generalmente ritenuta accurata dagli studiosi moderni. Coloro che salparono da Blexen dovevano essere perlopiù cittadini comuni. In tutta la Narratio, l'unico nobile menzionato tra i crociati era un cavaliere galiziano salito a bordo come timoniere.
Le flotte entrarono nell'estuario dell'Arade il 17 luglio e gettarono l'ancora. Stando alla Narratio, il paese era deserto perché i suoi abitanti erano fuggiti per rifugiarsi tra le mura. Furono inviati gruppi di razziatori per saccheggiare e bruciare i villaggi vicini. Due uomini di Brema si separarono e caddero vittima di un'imboscata da parte di una forza di dieci cavalieri almohadi. Una scialuppa fu inviata a monte e attraverso il fiume Odelouca per stabilire un contatto con l'accampamento portoghese a circa 26 km di distanza. Sancho aveva delegato il comando a un tenente, il cui nome non viene indicato nella Narratio. Secondo al-Marrākushī si trattava di Pedro Henriques, ma c'è qualche dubbio sull'accuratezza di al-Marrākushī su questo passaggio. Il 18 luglio, ai crociati si unì una nave proveniente dalla Bretagna. Lo stesso giorno, il comandante portoghese giunse al porto per discutere dell'attacco. La Narratio riferisce che egli propose di attaccare un luogo chiamato Dardea anziché Silves, ma i crociati rifiutarono. Se Dardea risultasse un errore di battitura per Gardea, allora potrebbe trattarsi di Cartaya.
Il 19 luglio, i crociati risalirono l'Arade il più lontano possibile mentre i portoghesi marciavano verso una posizione appena più avanzata rispetto a loro. Il 20 luglio, si avvicinarono alla città a bordo di schifi e, come attesta la Narratio, «si accamparono in modo da trovarsi a ben due tiri di distanza dagli archi che potevano sparare dalle mura». Probabilmente si trovavano nella parte occidentale della città. Un gruppo di cavalieri uscì al galoppo per provocare una risposta e, contravvenendo agli ordini, alcuni crociati li caricarono. Furono attaccati dalle mura e si ritirarono dopo aver subito delle perdite. L'accampamento fu spostato più vicino alle mura del sobborgo e i crociati trascorsero la giornata a preparare delle scale d'assedio per effettuare un assalto il mattino seguente.

### Assedio

#### Primi assalti e conquista della città bassa
L'assedio iniziò con l'assalto alle mura della città bassa il 21 luglio. I portoghesi e i crociati attaccarono da diverse direzioni. Dopo aver opposto una debole resistenza con pietre e dardi, i difensori si ritirarono in città, lasciando la città bassa nelle mani degli aggressori. Secondo la Narratio, il governatore ordinò la decapitazione dei soldati che avevano iniziato la ritirata.
Il 22 luglio, lasciando la città catturata nelle mani degli equipaggi delle galee, l'esercito lanciò un assalto con scale contro la città ma fu respinto. La Narratio descrive il pesante lancio di frecce e dardi da entrambe le parti. Quella sera l'accampamento dei crociati fu spostato una seconda volta, stavolta a ridosso delle mura della città catturata e si iniziò a lavorare alla costruzione di macchine d'assedio. La Crónica de 1419 riferisce che il re Sancho arrivò il 22 luglio. La Narratio, invece, colloca il suo arrivo il 29 luglio, assieme a rinforzi e approvvigionamenti. Il viaggio da Lisbona durò sette giorni, come testimonia la Narratio. Si diceva che l'esercito reale includesse «un gran numero di membri dell'equipaggio di cavalleria, fanteria e galera, e anche [...] cavalieri religiosi di tre gruppi», vale a dire, i Templari, gli Ospitalieri e i cavalieri dell'Ordine di Avis. Una volta arrivati il 30 luglio, la città fu circondata da tutti i lati. L'esercito crociato, composto da 3 500 uomini, non era tuttavia sufficientemente numeroso per circondarla completamente.
Mentre lavoravano alla realizzazione di una macchina d'assedio, i crociati, secondo le parole della Narratio, «sparavano e venivano colpiti da frecce o con pietre». L'assalto con le macchine d'assedio iniziò il 6 agosto, quando i tedeschi spinsero un ariete contro il muro tra due torri. I difensori riuscirono a dargli fuoco e a distruggerlo, demoralizzando i fiamminghi, che addirittura proposero di ritirarsi. I fiamminghi non facevano parte della flotta che lasciò Blexen, ma erano tra quelli presentatisi prima a Lisbona. Il 7 agosto, una macchina d'assedio tedesca iniziò a sparare contro le due torri, mentre le due macchine d'assedio di Sancho iniziarono a bombardare gli occupanti situati all'interno della città.

#### Presa della parte interna

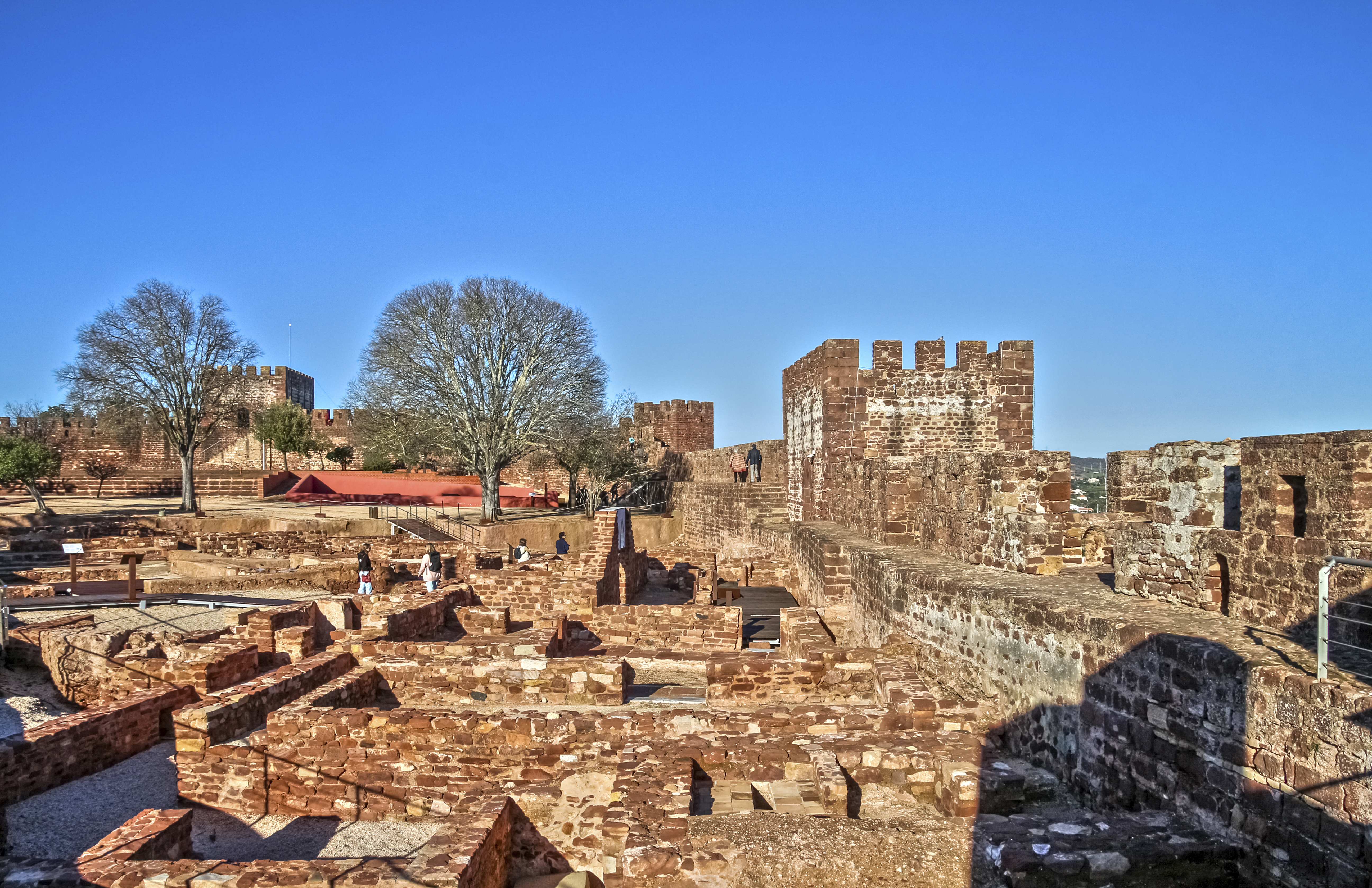
Resti delle fortificazioni di Silves

L'8 agosto, un moro o un disertore musulmano nero arrivò nell'accampamento di Sancio con due stendardi. Ci sono diverse interpretazioni di questo episodio riportato nella Narratio. Il disertore potrebbe aver promesso la consegna della città non appena un'altra porzione avesse ceduto ai nemici; in alternativa, potrebbe aver semplicemente incoraggiato i crociati ad assicurarsi le fortificazioni di fortuna costruite dagli assediati; potrebbe aver infine consigliato loro su quale zona concentrarsi perché ritenuta la più vulnerabile. Dopo la defezione, gli assedianti iniziarono a concentrarsi proprio sulla sezione più facilmente attaccabile.
Il 9 agosto, i crociati iniziarono a costruire delle gallerie sotto le mura ritenute più fragili, ma si ritirarono di notte credendo che i difensori li avessero scoperto. La mattina seguente accesero le travi che sostenevano la galleria e parte della torre crollò. Ulteriori attività minerarie causarono danni crescenti e gli aggressori riuscirono a fare breccia tramite delle scale, mentre i difensori si ritiravano lungo le mura fino alla fortezza superiore. Il muro fu poi demolito in due punti dai crociati e il pozzo utilizzato dalla città per l'acqua fu riempito.

#### Assalto alla città alta
L'11 agosto i crociati iniziarono a minare le mura della città, ma il giorno successivo i difensori smistarono e bruciarono i lavori di scavo. I fiamminghi tentarono di minare attraverso le mura della città bassa fino al punto in cui si univa con una torre della città alta, ma i difensori demolirono la sezione delle mura collegata alla torre il 13 agosto. La Narratio sostiene che in quel frangente i difensori soffrivano la sete e si registrava un aumento delle diserzioni:
Il 18 agosto fu lanciato un assalto su vasta scala con scale a pioli, ma fu respinto. Anche il tentativo di riempire il fossato non ebbe successo. Stando alla Narratio, l'esercito portoghese avrebbe voluto ritirarsi dopo questi fallimenti, ma i crociati rifiutarono e il re Sancho si schierò con loro. Gli attaccanti si concentrarono quindi sul muro nord con le loro macchine d'assedio, quattro fornite dai crociati e tre dai portoghesi. A queste si opposero quattro macchine presenti all'interno della città. Si iniziarono i lavori di scavo di una nuova galleria a distanza dal muro per evitare di essere subito scoperti, ma i difensori se ne accorsero e si ritirarono due volte, venendo respinti in una seconda occasione il 22 agosto.
Il 23 agosto si scatenò una disputa tra crociati e portoghesi, circostanza la quale spinse stavolta il re a proporre la ritirata. Alla fine, egli accettò di rimanere per altri quattro giorni e durante questo periodo si iniziò lo scavo di una nuova galleria. I difensori reagirono a questa manovra e si combatté una battaglia sotterranea. Secondo la Narratio, gli assalitori furono respinti «con una copiosa vampata di fuoco» (igneo copioso fluvio), forse una segnalazione dell'impiego di fuoco greco. I difensori realizzarono inoltre una trincea lungo la parte interna del muro per essere pronti a interfacciare gli aggressori se avessero scavato un tunnel sotto il muro. L'autore della Narratio, invece, ha creduto che lo scopo del cunicolo fosse quello di minare il muro. I lavori alla galleria e i combattimenti sotterranei continuarono fino alla resa e almeno una delle torri fu completamente rovinata.

### Negoziazioni e resa

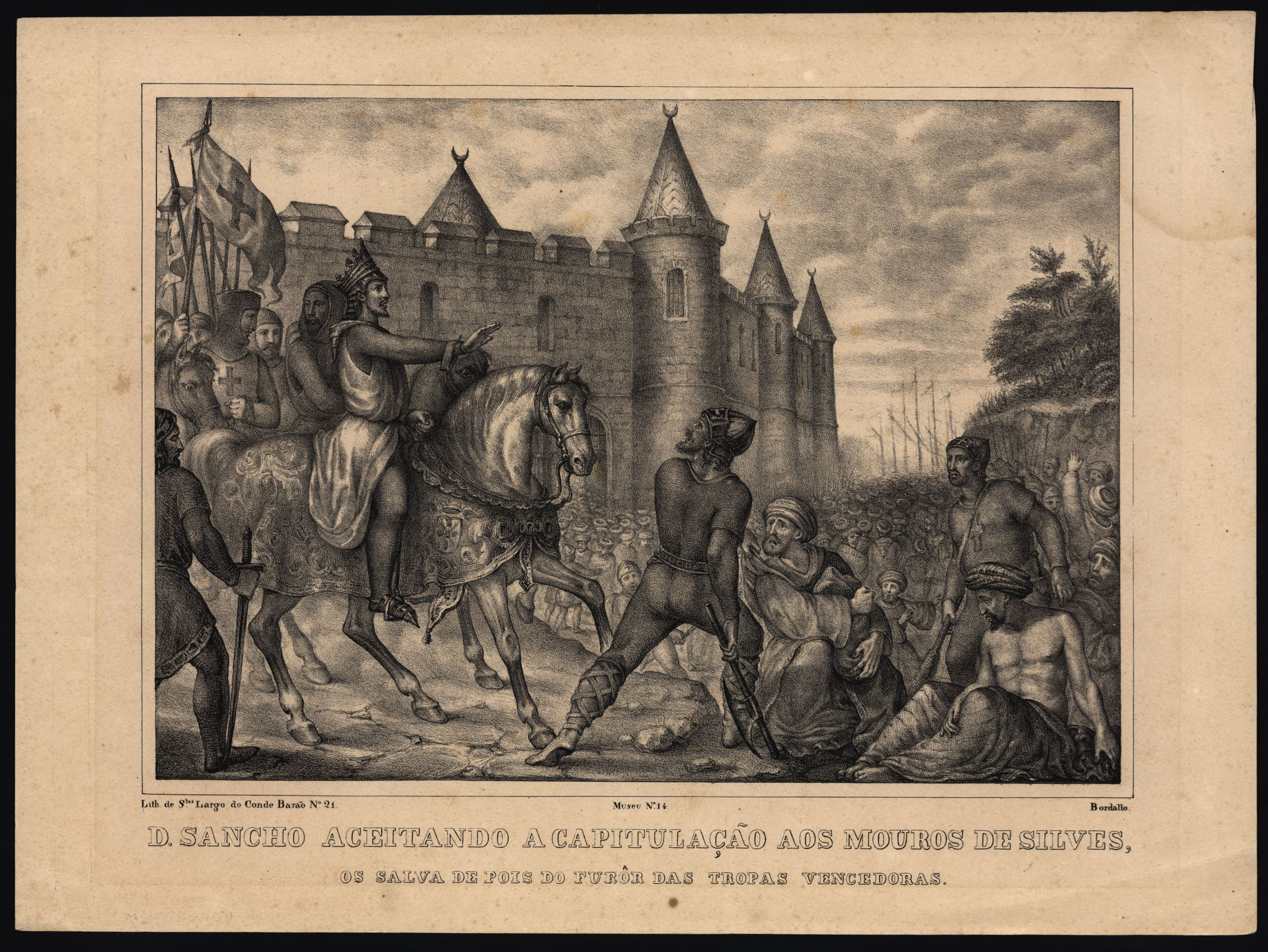
Rappresentazione ottocentesca della capitolazione di Silves

Il 1º settembre i portoghesi offrirono ai difensori la possibilità di arrendersi e iniziarono le trattative. La Narratio afferma che in questa fase vi furono molte diserzioni dall'interno della città. I difensori accettarono di arrendersi a condizione di preservare i propri beni mobili e in cambio di un salvacondotto. Sancho offrì ai crociati 10 000 monete d'oro per fargli rinunciare al loro diritto di saccheggio, ma essi rifiutarono. Ne accettarono tuttavia 20 000, ma quando divenne evidente che ci sarebbe voluto del tempo prima che il re raccogliesse una somma così grande, ritirarono il loro consenso. Acconsentirono solo che ai difensori fosse consentito di andarsene indisturbati con gli abiti che indossavano. Ibn Abī Ḥafṣ accettò questi termini il 2 settembre.
Il 3 settembre la città fu consegnata agli assalitori e passò nelle mani di Sancho. Questa data si rintraccia nella Narratio, nel Chronicon Conimbricense (che la colloca erroneamente nell'anno 1190) e in Ibn ʿIdhārī (che parla del 20 Rajab nel calendario islamico); ciò significa che Rodolfo di Diceto commette un errore quando afferma che la capitolazione avvenne il 6 settembre. È interessante notare come gli sconfitti si arresero a Sancho e non ai crociati. Il governatore uscì mentre gli altri lo seguivano a piedi alle sue spalle. Secondo l'autore della Narratio, alcuni crociati agirono «violando l'accordo» e derubarono i musulmani in partenza, addirittura torturando alcuni in città affinché rivelassero le loro ricchezze nascoste. L'opera descrive i difensori come deboli ed emaciati per la mancanza d'acqua. Dei 450 prigionieri cristiani di Silves all'inizio dell'assedio, alla fine ne sopravvissero soltanto circa 200.

## Occupazione e spartizione del bottino

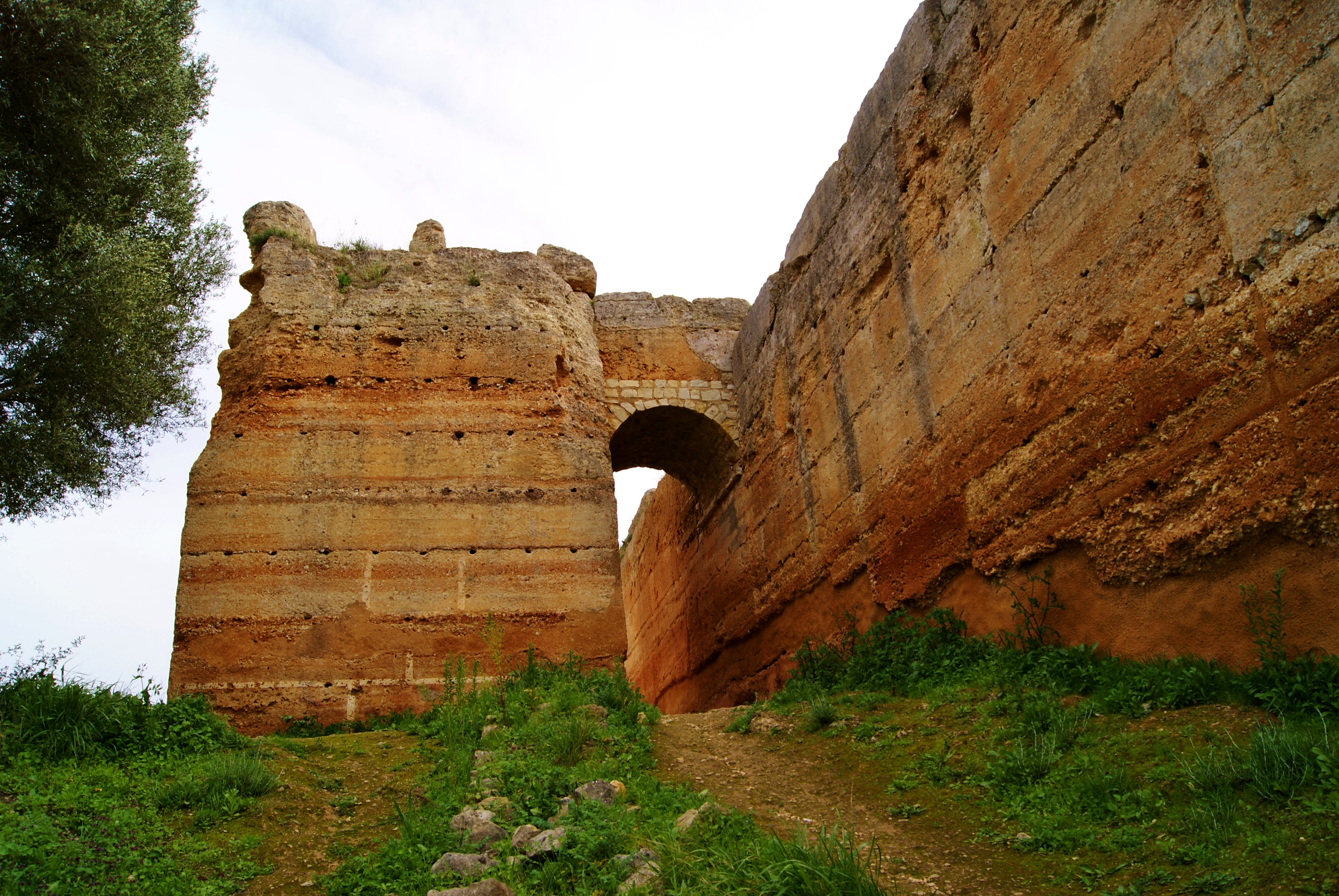
La torre albarrama di Paderne, che capitolò a Sancho con la caduta di Silves

Secondo la Narratio, nove castelli che erano stati governati da Silves passarono in mano portoghese dopo la caduta della città: Lagos, Alvor, Portimão, Monchique, Santo Estêvão, Carvoeiro, São Bartolomeu de Messines, Paderne e Carphanabel. L'ultima località non è stata accertata, ma potrebbe trattarsi di Cabo de São Vicente o Sagres. Esse erano perlopiù non sorvegliate, poiché i loro abitanti erano fuggiti a Silves. Il governatore di Albufeira si arrese ai portoghesi per paura dei crociati.
Silves fu inizialmente occupata dai crociati mentre l'esercito portoghese rimase fuori. Ciò serviva a permettere ai crociati di spartirsi il bottino. L'accordo originale con Sancio assegnava loro tutto il bottino, ma durante l'assedio avevano concordato di darne una parte al re per distribuirla al suo esercito. Sancho rivendicò i depositi di grano della città. Secondo la Narratio, la spartizione del bottino causò un tumulto e, per evitare delle lotte, i capi della crociata consegnarono la città a Sancho, chiedendogli di assegnare loro una buona parte delle ricchezze rimaste in essa. Tuttavia, ciò non avvenne.
La Narratio afferma che Sancho aveva altresì promesso di donare un decimo delle terre conquistate alla Basilica del Santo Sepolcro come compenso per aver ritardato i crociati, ma poi si rinnegò. Rimase a Silves fino al 12 settembre, stabilendo una guarnigione e nominando governatore il suo luogotenente. Si ritiene generalmente che si trattasse della stessa persona dal nome ignoto che fu al comando dall'inizio dell'assedio, ma Friedrich Kurth sostenne che il nuovo governatore designato divenne Álvaro Martins, noto per essere successivamente morto a Silves in battaglia contro i musulmani qualche tempo prima del 27 luglio 1190. Chiunque fosse, il nuovo governatore nominò il chierico fiammingo Nicola venne nominato come nuovo vescovo di Silves. Di conseguenza, alcuni crociati fiamminghi scelsero di rimanere a Silves. Secondo Rodolfo di Diceto, Nicola riconvertì la moschea in una cattedrale l'8 settembre. Chiese inoltre ai crociati in partenza di aiutare i portoghesi ad assediare Faro, ma essi rifiutarono. L'autore della Narratio ritiene che l'intera regione del Gharb al-Andalus, comprese le città di Faro, Loulé, Cacela, Tavira, Mértola e Serpa, avrebbe potuto essere conquistata se non fosse stata per il rancore di Sancho nei confronti dei crociati e per la «maledetta fretta di alcuni dei nostri uomini».

## Conseguenze

### Continuazione della crociata
La flotta crociata salpò il 7 settembre, ma si fermò per spartire il bottino e riparare due navi. Non si spinse nell'Oceano Atlantico fino al 20 settembre. Superarono l'isola di Saltes, i cui abitanti fuggirono a Huelva al loro avvicinarsi, e furono costretti dai venti contrari ad attraccare nel porto di Cadice il 26 settembre. I rifugiati di Silves avevano avvertito la popolazione e la maggior parte era scappata. Il governatore, tuttavia, accettò di liberare dodici prigionieri cristiani e di pagare un tributo. Quando il giorno successivo furono consegnati solo quattro prigionieri, i crociati si scatenarono, bruciando case, abbattendo muri e sradicando vigneti e frutteti.
I crociati salparono da Cadice il 28 settembre e sbarcarono a Tarifa il 29 settembre. Mentre la cavalleria e la fanteria prendevano posizione per difendere la città, i crociati entrarono nelle loro barche. L'attacco, tuttavia, fu annullato per mancanza di unanimità. I crociati navigarono poi attraverso lo stretto di Gibilterra nella notte tra il 29 e il 30 settembre. Nel Mediterraneo, la flotta seguì la costa europea. La Narratio si conclude menzionando il viaggio della flotta verso Montpellier e Marsiglia. Gli equipaggi potrebbero aver svernato a Marsiglia o forse in Sicilia.
L'Itinerarium peregrinorum potrebbe attestare l'arrivo della flotta ad Acri, sebbene il resoconto risulti un po' confusionario e sussistono dei problemi cronologici interpretativi. La flotta che concluse la sua traversata nel settembre 1189 non fu la stessa che colpì Silves, essendo invece probabilmente la responsabile dei saccheggi di Alvor. La flotta partita da Silves arrivò ad Acri tra aprile e giugno 1190. Il suo arrivo si comprende per via della presenza di mercanti e di altri popolani di Brema e Lubecca, che arrivarono a bordo di cocche. Secondo la Narratio de primordiis ordinis theutonici, impiegarono del legno e della stoffa dei loro velieri per costruire un ospedale da campo, una fondazione questa che gettò i prodromi per la nascita del futuro Ordine teutonico. Il comandante dell'ospedale in quella fase era un prete di nome Sibrando.

### Controffensiva almohade

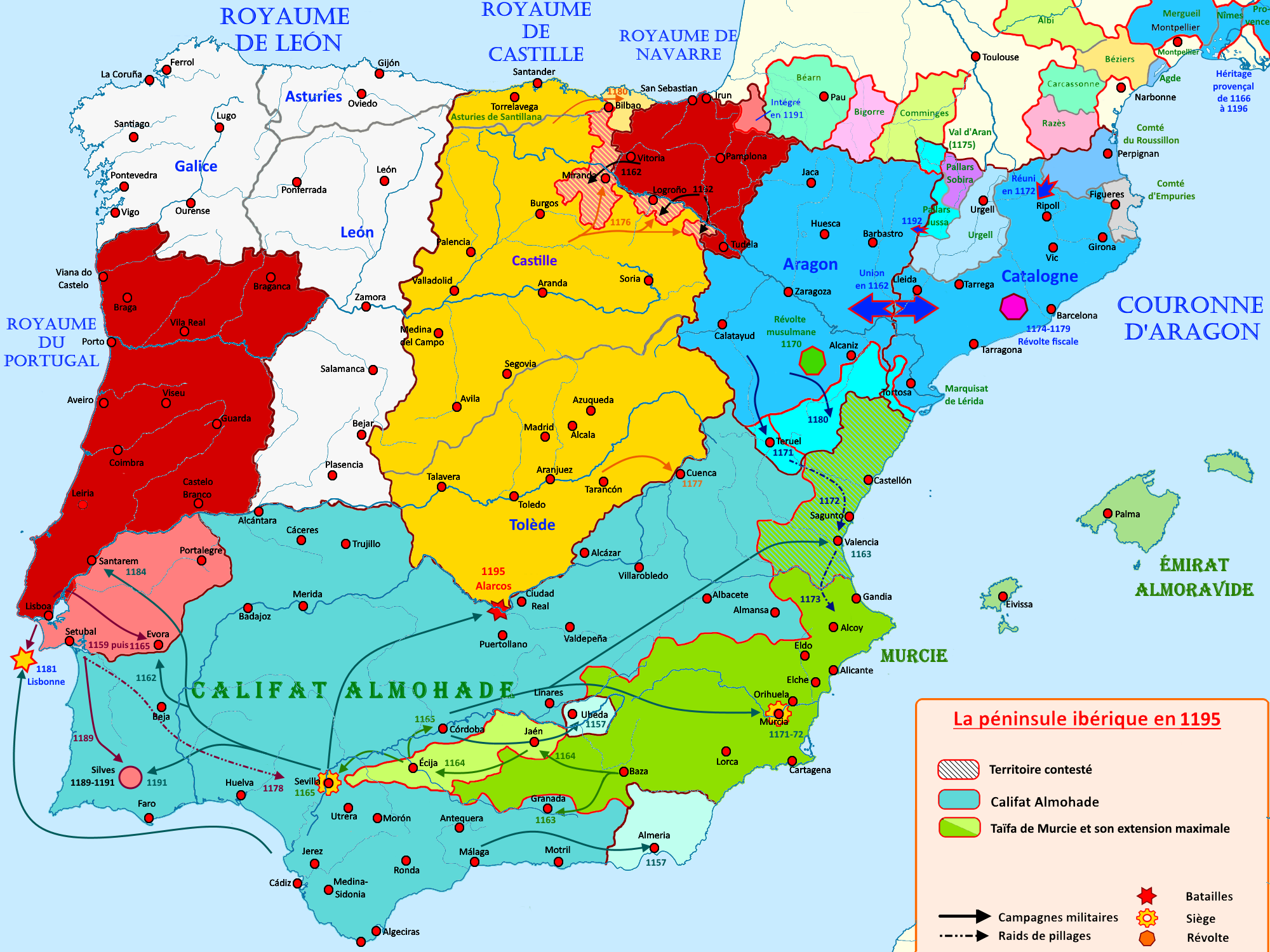
La penisola iberica nel 1195, che mostra i cambiamenti territoriali avvenuti in quel frangente e le operazioni militari

Anche prima della perdita di Silves, gli Almohadi avevano pianificato una campagna contro il Portogallo. Il califfo Abū Yaʿqūb Yūsuf era morto durante la campagna contro il Portogallo nell'assedio di Santarém nel 1184. Sancho, allora erede apparente, era stato tra i difensori. Figlio e successore di Yūsuf, Yaʿqūb al- Manṣūr, dovette affrontare una ribellione scoppiata in Africa all'inizio del suo regno. Secondo Ibn ʿIdhārī, nel 1188 aveva iniziato a pianificare la continuazione della guerra santa in Portogallo. Nell'estate del 1189, prima che fosse pronto ad agire, i suoi territori intorno a Cordova e Aljarafe furono saccheggiati dal re Alfonso VIII di Castiglia. Diversi castelli furono espugnati e, secondo gli Annali toledani, i castigliani raggiunsero addirittura il mare.
Nell'aprile del 1190, al-Manṣūr lanciò infine la sua campagna contro il Portogallo. A giugno firmò una tregua con la Castiglia per poter concentrare le sue energie contro il Portogallo. Il suo assedio di Silves fallì, ma egli svernò a Siviglia e scatenò una nuova invasione nell'aprile 1191. Il suo secondo attacco di Silves ebbe successo e la città si arrese a luglio con il permesso di Sancho. Nel 1197, nell'ambito di una nuova crociata tedesca, fu catturata e saccheggiata Silves, ma i conquistatori non ne cedettero il possesso a Sancho. Rimase quindi nelle mani degli Almohadi fino al 1240, sebbene la sua successiva storia musulmana resti oscura. Fu catturato dai portoghesi in una data incerta, ovvero forse nel 1240, nel 1242 o nel 1249.